# Ганс-Герман Адам
Ганс-Герман Адам (нім. Hans-Hermann Adam; 10 серпня 1911, Фульда — ???) — німецький офіцер, майор вермахту. Кавалер Німецького хреста в золоті.

## Місця служби і посади
- 3-я батарея 5-го артилерійського полку (з 4 квітня 1943).
- Офіцер зв'язку 2-го дивізіону 5-го артилерійського полку (з 12 жовтня 1937).
- 1-ша батарей 114-го артилерійського полку (з 24 листопада 1943).
- Командир 1-го дивізіону 114-го артилерійського полку (з 1 вересня 1939).
- З 27 вересня 1941 року перебував на лікуванні.
- Командир 114-го запасного артилерійського дивізіону (24 листопада 1941).
- Командир 323-го дивізіону важкої артилерії (з 15 травня 1942).
- Резервний командир дивізіону 323-го артилерійського полку (з 28 липня 1942).
- Командир 4-го дивізіону 333-го артилерійського полку 333-ї піхотної дивізії (з 21 листопада 1942).
- З 1 вересня 1943 року — у резерві ОКГ.
- Ад'ютант штабу 278-ї піхотної дивізії (з 15 грудня 1943).
- З 1 квітня 1945 року — у резерві ОКГ.

## Звання
- Лейтенант (20 квітня 1937).
- Обер-лейтенант (31 липня 1939).
- Гауптман (16 березня 1942).
- Майор (1 липня 1943).

## Нагороди
- Медаль «У пам'ять 1 жовтня 1938».
- Залізний хрест:
  - 2-го класу (28 вересня 1939).
  - 1-го класу (31 липня 1940).
- Нагрудний знак «За участь у загальних штурмових атаках» 1-го ступеня (18 липня 1941).
- Нагрудний знак «За поранення»:
  - В чорному (29 вересня 1942).
  - В сріблі (28 липня 1943).
- Німецький хрест в золоті (14 або 15 вересня 1943).
- Почесна застібка (17 серпня 1944).